# Альбрехт, Густав
Густав Адольф Альбрехт (нем. Gustav Adolf Albrecht; 17 июня 1825, Лойтерсдорф (Саксония) — 1 сентября 1901, Циттау) — немецкий органист, композитор и музыкальный педагог.
Работал учителем пения в Лейпциге, вёл также занятия в Лейпцигской консерватории как преподаватель на замену. Затем в 1854—1900 гг. органист (до 1862 г. также и хормейстер) церкви Святого Иоанна в Циттау; организовал ряд масштабных концертов (в частности, исполнение оратории Георга Фридриха Генделя «Мессия», 1855). Давал частные уроки, среди его учеников Макс Фидлер. В 1900 г. вышел на пенсию, в связи с чем «Новая музыкальная газета» отметила его выдающиеся заслуги в организации музыкальной жизни города.
Автор органных, вокальных, хоровых сочинений.